# Abdulaziz Al-Elewai
Abdulaziz Al-Elewai (ur. 11 lutego 2004) – saudyjski piłkarz, grający na pozycji napastnika w Al-Nassr oraz młodzieżowej reprezentacji Arabii Saudyjskiej.

## Kariera klubowa
Jest wychowankiem klubu Al-Nassr, a 8 sierpnia 2021 podpisał kontrakt z seniorską drużyną.